# 鄰氨基苯甲酸酰胺

Avenanthramide 結構

邻氨基苯甲酸酰胺（Avenanthramides）是很多酚類生物鹼的通稱，主要存在燕麦中，但在蝴蝶及其卵（大菜粉蝶和菜青虫）及真菌感染的康乃馨中也有這類生物鹼。許多研究指出這類的生物鹼有抗炎性、抗氧化、止癢、抗刺激和抗动脉粥样硬化的效果。其名稱Avenanthramides是由Collins在發表在燕麦中含有這類化合物時所創的名稱。後來發現Avenanthramide是Avenalumins I, II及III的开环酰胺，是Mayama及其同事以前發表過，燕麦中的抗毒素。